# NGC 4204
NGC 4204 (również PGC 39179 lub UGC 7261) – galaktyka spiralna z poprzeczką (SBdm), znajdująca się w gwiazdozbiorze Warkocza Bereniki. Odkrył ją William Herschel 27 kwietnia 1785 roku.